# جون ويلاند
جون ويلاند (1774-1854) كاتب إنجليزي عن قوانين الفقيرة وعضو البرلمان.

## حياته
ولد في 4 ديسمبر 1774، وكان الابن الأكبر لجون ويلاند (1744-1825) من وودسيرغ في نورفولك ووديتون في أوكسفوردشاير، من زوجته إليزابيث جوهانا (1822)، ابنة جون نورس من ووديتون. وكان النائب ريتشارد ويلاند شقيقه الأصغر. قبل في كنيسة المسيح، أكسفورد، في نوفمبر 1792، واستدعي إلى بار في المعبد الداخلي في عام 1800. أصبح زميلا في الجمعية الملكية.
أسس ويلاند مجلة "بريتش ريفيو" و «لندن Critical Journal» مع ويليام روبرتس في عام 1811، كمجلة فصلية ظهرت في عام 1825. سلّم ويلاند بعد إصدار الإصدارات الأولية رئاسة التحرير إلى روبرتس.اقتضى الأمر سطر تحريري مسيحي إنجيلي.
في 31 يوليو 1830 عاد ويلاند إلى البرلمان عن هيندون سينترال (محطة مترو أنفاق لندن) في ويلتشاير، واحتفظ بمقعده حتى ديسمبر 1832. توفي، دون قضية، في وودسنغ في 8 مايو 1854. وفي 12 آذار/مارس 1799 كان قد تزوج إليزابيث، ابنة ووريثة وايتشيد كين من ريتشموند.

## أعماله
درس ويلاند نظام قانون الفقراء الإنجليزي، وفي عام 1807 نشر تحقيقًا مختصرًا في السياسة والإنسانية وتأثير قوانين الفقراء في لندن. في ذلك، وفي كتيب نشر في العام نفسه (ملاحظات على مشروع قانون الفقراء السيد ويخبز وعلى سكان انكلترا) انه استبعد الكثير من التعليم للفقراء، وذكر أن درجة معينة من المشقة كان حافزا ضروريا للصناعة. وكتب أيضاً:
- رسالة إلى السير هيو إنغليس عن حالة الدين في الهند (لندن، 1813). ورد عليها جون سكوت وارنج.[7]
- The Principle of the English Poor Laws (مبدأ قوانين الفقراء الإنكليزية)، الذي يتضح من الأدلة التي قدمها أصحاب الأملاك الاسكتلنديون (أمام لجنة الذرة) بشأن التواصل الملاحظ في اسكتلندا بين سعر الحبوب وأجور العمل (1815).[9]
- مبادئ السكان والإنتاج عندما يتأثران بتقدم المجتمع (لندن، 1816).

قام بتحرير روبرت بويل في تأملات عرضية (لندن، 1808).